# Marzec 2020

## 31 marca
- Ponad 550 uczonych, pracowników naukowych, lekarek i innych specjalistów medycznych w liście otwartym zaapelowało do prezydenta i premiera Polski o przełożenie planowanych na 10 maja wyborów prezydenckich w związku z pandemią koronawirusa. Sygnatariusze listu wezwali, by wybory zostały przeprowadzone w innym terminie, „w warunkach niezagrażających zdrowiu i życiu obywateli”[1][2][3].

## 30 marca
- W wieku 81 lat zmarł Bill Withers, amerykański wokalista, gitarzysta i kompozytor, autor m.in. przeboju „Ain't No Sunshine”[4].

## 29 marca
- Zmarł Krzysztof Penderecki, polski kompozytor, dyrygent, pedagog muzyczny, przedstawiciel polskiej szkoły kompozytorskiej, profesor Akademii Muzycznej w Krakowie[5].

## 28 marca
- Zmarł Marek Lehnert, polski dziennikarz prasowy i radiowy, wieloletni korespondent Polskiego Radia w Rzymie, watykanista[6].

## 27 marca
- Macedonia Północna przystąpiła do NATO jako 30 członek tej organizacji[7].
- W wyniku pandemii wirusa SARS-CoV-2 zmarła pierwsza osoba w Estonii[8].

## 26 marca
- Beni Ganc został wybrany na przewodniczącego Knesetu[9].

## 24 marca
- Na COVID-19 zmarł Manu Dibango, kameruński saksofonista i wibrafonista, uhonorowany tytułem Artysty UNESCO na rzecz Pokoju[10].

## 21 marca
- W wyniku pandemii wirusa SARS-CoV-2 zmarła pierwsza osoba w Finlandii[11].
- Ministerstwo Ochrony Zdrowia poinformowało o pierwszym śmiertelnym przypadku zarażenia wirusem SARS-CoV-2 na Litwie[12].

## 20 marca
- W Polsce zaczął obowiązywać stan epidemii z powodu szerzenia się zakażeń wirusem SARS-CoV-2[13].

## 18 marca
- Grigorij Margulis i Hillel Furstenberg zostali laureatami Nagrody Abela „za nowatorskie wykorzystanie metod teorii prawdopodobieństwa i dynamiki w teorii grup, teorii liczb i kombinatoryce”[14][15].

## 17 marca
- Polskie i międzynarodowe media poinformowały, że aktor Witold Sadowy w wieku ponad stu lat dokonał coming outu jako gej[16][17][18][19][20].

## 15 marca
- Zmarł Neil Andrew Megson, brytyjski muzyk, kompozytor i performer, określający się jako pandrogeniczne osoby pod pseudonimem Genesis P-Orridge[21].

## 14 marca
- W Polsce zaczął obowiązywać stan zagrożenia epidemicznego z powodu szerzenia się zakażeń wirusem SARS-CoV-2[22].

## 13 marca
- Ekaterini Sakielaropulu objęła urząd prezydenta Grecji[23].
- W szpitalu we Wrocławiu zmarł pacjent zakażony wirusem SARS-CoV-2[24].

## 12 marca
- W Poznaniu doszło do pierwszego w Polsce zgonu w wyniku zarażenia wirusem COVID-19[25].
- W północnej Birmie odkryto w kawałku bursztynu (sprzed 99 mln lat) najmniejszego dinozaura na świecie. Składa się z małej czaszki należącej do gatunku Oculudentavis khaungraae. Ustalono, że mierzył ok. 5 cm długości. Ponadto żywica zachowała kilka szczegółów stworzenia, w tym 100 ostrych zębów i jaszczurze oczy[26].

## 11 marca
- Trzech żołnierzy, dwaj amerykańscy i jeden brytyjski, zginęło w ataku rakietowym na bazę wojskową w At-Tadżi w Iraku. Co najmniej 10 żołnierzy zostało rannych[27].
- COVID-19:
  - Dyrektor generalny WHO Tedros Adhanom ogłosił na konferencji prasowej pandemię nowego koronawirusa[28][29].
  - Prezydent USA Donald Trump w orędziu w sprawie wirusa SARS-CoV-2 poinformował, że od 13 marca 2020 roku na 30 dni zawieszone zostaną połączenia komunikacyjne z Europy do Stanów Zjednoczonych. Zakaz nie obejmuje Wielkiej Brytanii[30].
  - 27 osób zmarło w Iranie po wypiciu metanolu a 218 trafiło do szpitala z powodu zatrucia alkoholowego. Irańska agencja prasowa IRNA podała, że osoby te dały wiarę pogłoskom, że alkohol pomaga wyleczyć się z koronawirusa SARS-CoV-2[31].
  - Trwające od 2 marca ćwiczenia wojskowe NATO „Cold Response” na północy Norwegii zostały przerwane z powodu obaw związanych z rozprzestrzenianiem się wirusa SARS-CoV-2. W związku z potwierdzeniem, że jeden z norweskich żołnierzy jest zakażony, baza wojskowa, w której przebywał, została zamknięta, a znajdujących się w niej 850 wojskowych zostało poddanych kwarantannie[32].
- Producent filmowy Harvey Weinstein został skazany przez sąd w Nowym Jorku na 23 lata pozbawienia wolności za gwałt i napaść seksualną[33].

## 10 marca
- Agencja Reuters podała, że w Wuhanie zamknięto ostatni z 14 tymczasowych szpitali polowych dla zakażonych pacjentów. Ponadto tego w całych Chinach odnotowano tylko 26 nowych przypadków zakażenia wirusem SARS-CoV-2[34].
- Co najmniej jedna osoba zginęła w wyniku eksplozji w fabryce chemicznej Proquibasa w dzielnicy La Verneda w Barcelonie. W gaszenie zaangażowanych było 11 zastępów straży pożarnej[35].

## 9 marca
- Szef irańskiego wymiaru sprawiedliwości Ebrahim Ra’isi oświadczył, że tymczasowo zwolniono z więzienia ok. 70 tys. więźniów z powodu groźby rozprzestrzenienia się wirusa SARS-CoV-2[36].
- 43 cywilów zginęło w kilku atakach na dwie wioski, Dinguila i Barga, w prowincji Yatenga na północy Burkina Faso. Lokalne źródła przekazały AFP, że były to ataki grup samoobrony w odwecie za wcześniejsze działania dżihadystów[37].
- Co najmniej 19 osób zginęło, a kilka zostało rannych w wypadku autokaru, który zjechał z krętej górskiej drogi w prowincji Gilgit-Baltistan w północnym Pakistanie i wpadł do wąwozu[38].
- Korea Północna wystrzeliła w kierunku morza kilka pocisków krótkiego zasięgu z nadmorskiej bazy wojskowej w Sondok, w prowincji Hamgyŏng Południowy. Rakiety miały osiągnąć pułap 50 km i spaść do morza ok. 200 km od miejsca wystrzału. Ostrzeżenie o zagrożeniu rakietowym od japońskiej straży przybrzeżnej otrzymały pływające w tym rejonie statki[39].
- Fundacja im. Zbigniewa Herberta ogłosiła, że laureatem Międzynarodowej Nagrody Literackiej im. Zbigniewa Herberta za rok 2020 jest niemiecki poeta Durs Grünbein[40][41].

## 8 marca
- Co najmniej sześciu obywateli Czech zginęło w wyniku lawiny po północnej stronie masywu Dachstein w austriackich Alpach[42].
- 13-letni chłopiec zginął, a pięć innych osób, w tym czworo dzieci, zostało rannych w strzelaninie przed centrum handlowym w miejscowości Rosedale w amerykańskim stanie Maryland[43].

## 7 marca
- W mieście Quanzhou w prowincji Fujian zawaleniu uległ 80-pokojowy hotel wykorzystywany do obserwacji i kwarantanny. Pod gruzami znalazło się 71 osób[44][45].
- W D.K. Luksus we Wrocławiu odbył się VII Memoriał Skutera poświęcony Cezaremu Kamienkowi[46].

## 6 marca
- Co najmniej 32 osób zginęło, a 81 zostało rannych w zamachu w Kabulu w Afganistanie, do którego doszło podczas uroczystości w 25. rocznicę śmierci Abdula Alego Mazariego. Brał w nich udział m.in. Abdullah Abdullah[47][48].
- 15 osób zginęło w starciach między syryjskimi siłami rządowymi a rebeliantami w prowincji Idlib, w północno-zachodniej Syrii, kilka godzin po wejściu w życie rosyjsko-tureckiego zawieszenia broni[49].
- W wypadku w pobliżu miejscowości Mamou w Gwinei zginęło ośmiu piłkarzy drużyny Étoile de Guinée. Według wstępnych ustaleń śledczych, powodem wypadku była awaria układu hamulcowego w pojeździe[50].

## 5 marca
- Co najmniej 15 cywilów zginęło w rosyjskich atakach z powietrza w prowincji Idlib na północnym zachodzie Syrii[51].
- Do co najmniej 24 wzrosła liczba ofiar śmiertelnych ulew, które nawiedziły Brazylię w ostatnich dniach. Trwa akcja poszukiwawcza 25 osób, które uznawane są za zaginione[52].
- Pociąg TGV kursujący między Strasburgiem a Paryżem wykoleił się w pobliżu miejscowości Ingenheim na wschodzie Francji. W zdarzeniu ucierpiały 22 osoby, w tym motorniczy, który jest w stanie ciężkim[53].

## 3 marca
- Przez amerykańskie miasto Nashville w stanie Tennessee przeszło tornado, w wyniku którego zginęły co najmniej 22 osoby, a 30 zostało rannych. Żywioł zniszczył co najmniej 48 budynków a wiele innych zostało uszkodzonych oraz lotnisko; pozbawił również prądu dziesiątki tysięcy domów[54].
- Parlament Słowenii powołał Janez Janšę na premiera kraju[55].

## 2 marca
- W katastrofie statku, który zatonął na rzece Jari (jednym z dopływów Amazonki) w stanie Amapá w Brazylii, zginęło co najmniej 18 osób. 30 osób uznano za zaginione[56].
- Korea Północna w pobliżu miasta Wŏnsan wystrzeliła w kierunku otwartego morza co najmniej dwa pociski krótkiego zasięgu. Pociski przeleciały 240 km i osiągnęły wysokość 35 km[57].
- Na mocy decyzji papieża Franciszka otwarte zostały tajne archiwa dotyczące pontyfikatu Piusa XII, który stał na czele Kościoła katolickiego w latach 1939–1958. Dokumenty mają dać m.in. odpowiedź na pytanie o postawę papieża wobec Holokaustu[58].
- Zmarli: Jack Welch, prezes koncernu General Electric w latach 1981–2001[59] oraz Ulay, niemiecki artysta i wieloletni partner Mariny Abramović[60].
- Zmarła Regina Krzos, ostatnia członkini organizacji konspiracyjnej Młody Las[61].

## 1 marca
- Uzbrojony gang zabił co najmniej 50 osób w atakach na wioski Hashimawa, Marina, Kerawa, Unguwan Musa i Zariyawa w stanie Kaduna w północnej Nigerii[62].
- Przed budynkiem Starostwa Powiatowego we Włoszczowie odsłonięto obelisk wraz z tablicą pamiątkową upamiętniający mieszkańców ziemi włoszczowskiej poległych w walkach o niepodległość oraz pomordowanych i więzionych w okresie stalinowskiego terroru w latach 1945–1956[63].
- Zakończyły się mistrzostwa świata w kolarstwie torowym w Berlinie[64].
- Zygmunt Stępiński objął funkcję dyrektora Muzeum Historii Żydów Polskich Polin, na którą został powołany kilka dni wcześniej przez ministra kultury i dziedzictwa narodowego Piotra Glińskiego[65].